# 흑두건
흑두건은 한국에서 제작된 장일호 감독의 1962년 영화이다. 문정숙 등이 주연으로 출연하였고 임일빈 등이 제작에 참여하였다.

## 출연

### 주연
- 문정숙
- 신영균
- 김진규

## 제작진
- 조명: 고해진
- 미술: 박석인